# 松本恵 (ダーツプレイヤー)
松本 恵（まつもと めぐみ、1983年12月19日 - ）は、日本の鹿児島県出身のダーツプレイヤーである。ニックネームはMEG（メグ）。ホームショップは鹿児島県のTiTo JACK。

## 経歴
ダーツのプロツアーであるPERFECTに開催初年度の2007年より参戦する。2007年の開幕戦の千葉大会からベスト4（3位タイ）と順調な滑り出しを見せ、第4戦の福岡大会で初優勝を果たす。その後も2勝をあげるなど活躍を見せたが、同じくトリニダードに所属する岩永美保、宮本奈実に及ばず、総合3位となった。総合ポイントでは3位となったものの、勝数では総合優勝した岩永と同数の3勝だった。また、同年12月には日本最強地区を決める団体戦の砦に地区チームではなく、岩永、宮本らと共に女性のみのチームとして参戦して、ベスト4で星野光正率いる前回優勝チームを破るなどの活躍を見せ、準優勝した。
2年目の2008年も2勝をあげるなど活躍を見せ、前年と同じ総合3位となった。
2009年は序盤戦では勝ち星をあげられなかったが、第7戦愛媛で優勝するとそこから3連勝するなどして順位を上げ、最終戦を前に1位に躍り出る。2位の宮本と5ポイント差の1位で迎えた最終戦のベスト4で、宮本との直接対決を制し、初の年間総合優勝を果たした。同年はプロアマ問わず参加可能なPHOENIX CUPでも優勝するなど活躍して、PHOENIX CUPなどが対象となる九州プレミアムサーキットでのランキングで総合2位となった。
2010年は開幕戦の千葉大会から優勝するなど順調に勝ち星とポイントを積み重ねると、2位の岩永と9ポイント差の1位で最終戦を迎える。最終戦のベスト16で、岩永との直接対決となり、これを制して2連覇を達成した。PHOENIX CUPでも前年と同じく優勝するなど活躍しており、九州プレミアムサーキットでのランキングで初の総合1位を獲得した。また、同年5月にはMJ Tournamentでシングルス初優勝を果たし、ミックスダブルスでも江口祐司とのペアで星野、岩永らのペアを破り、優勝した。
2011年はツアーが東日本大震災の影響を大きく受ける中で行われた。序盤は相内晴嘉、竹村有起らとポイントを奪い合い順位が激しく入れ替わるシーソーゲームとなるが、5戦目、6戦目と連勝して突き放すとその後はランキング1位を守り抜き、男女含めてもPERFECTで初となる3連覇を達成した。PHOENIX CUPでは前年と同じく優勝するなど活躍したが、九州プレミアムサーキットでのランキングは総合2位となった。同年3月には第7回ADA台湾大会に日本代表選手として出場し、初めての海外遠征に行った。ADA台湾大会ではチーム戦で国別対抗戦でベスト4まで進み、ダブルスと各国4人1組で出場するガロン戦で優勝し、個人戦では01/クリケットメドレー、01メドレーで優勝し、クリケットメドレーでも3位タイと大活躍を見せ、MVPを獲得した。また、8月に行われたburn.レディースでは初優勝を果たし、9月にはburn.インターナショナル（アジア大会）でも優勝してburn.インターナショナルの初代チャンピオンとなった。11月にはPERFECTとD-CROWNの対抗戦に相内、竹村らと共にPERFECTの代表として挑んだが、浅野ゆかりらD-CROWNの代表に敗れた。
2012年のPERFECTは大会数が増えて全17戦になり、長丁場の戦いとなったが、大久保亜由美、相内らと優勝争いを繰り広げた。12戦終了時点で自己最多となる6勝目をあげ、その後も第14戦、第16戦で優勝して最終戦を待たずして年間4連覇を決めた。また、2012年のPERFECTではD-CROWNとの交流戦も行われており、第1回の交流戦となった東京大会で優勝した。同年3月には第8回ADA香港大会に日本代表選手として2年連続で出場した。チーム戦では国別対抗戦でベスト4まで進み、レディースダブルスとトリオスで優勝し、個人戦では01/クリケットメドレー、01メドレー、クリケットメドレーの全てで優勝してレディース全冠を達成し、2年連続のMVPに輝いた。また、8月に行われたburn.レディースでも優勝してburn.レディース2連覇を達成した。

## ダーツ・セッティング
- バレル（ソフト）：TRiNiDAD PRO MODEL Zamora3（松本恵考案モデル）（TRiNiDAD）
- バレル（ハード）：TRiNiDAD PRO MODEL Zamora3 Steel（松本恵考案モデル）（TRiNiDAD）
- フライト：L-Flight PRO L3 [Shape] MEG Ver.3 red（L-style）
- シャフト：L-Shaft Lock Straight 260 クリアレッド（L-style）
- チップ：Premium Lippoint ホワイト（L-style）

## 主な成績

### PERFECT
- 2007年　総合3位、11戦3勝、3位4回
  - 第4戦福岡優勝、第8戦愛知優勝、第11戦宮城優勝
- 2008年　総合3位、12戦2勝、2位1回、3位1回
  - 第4戦福岡優勝、第11戦熊本優勝
- 2009年　総合優勝、13戦5勝、2位2回、3位1回
  - 第7戦愛媛優勝、第8戦岡山優勝、第9戦富山優勝、第11戦静岡優勝、第13戦千葉優勝
- 2010年　総合優勝（2連覇）、13戦5勝、2位1回、3位2回
  - 第1戦千葉優勝、第5戦仙台優勝、第7戦愛媛優勝、第10戦静岡優勝、第13戦千葉優勝
- 2011年　総合優勝（3連覇）、12戦4勝、2位1回、3位3回
  - 第5戦福岡優勝、第7戦新潟優勝、第8戦広島優勝、第11戦静岡優勝
- 2012年　総合優勝（4連覇）、17戦8勝、3位1回
  - 第2戦北九州優勝、第5戦愛媛優勝、第7戦広島優勝、第8戦東京優勝、第8戦東京優勝、第11戦岡山優勝、第12戦沖縄優勝、第14戦神戸優勝、第16戦岐阜優勝
- 通算
  - 78戦27勝、2位5回、3位12回

### その他
- 2006 CAMEL CUP 2nd in熊本 プレミア優勝
- 2006 PHOENIX CUP in大分 プレミア準優勝
- 2006 PHOENIX CUP in熊本 ダブルスA優勝
- 2007 PHOENIX CUP in宮崎 プレミア3位、ダブルスA準優勝
- 2007 PHOENIX CUP in鹿児島 プレミア準優勝
- 2007 PHOENIX CUP in大分 プレミア優勝
- 2007 砦 団体戦準優勝
- 2008 USAGI 準優勝
- 2008 PHOENIX CUP in宮崎 プレミア優勝
- 2008 MAX Invitational 準優勝
- 2008 PHOENIX CUP in熊本 プレミア3位
- 2009 PHOENIX CUP in宮崎 プレミア優勝
- 2009 PHOENIX CUP 西九州大会 プレミア準優勝、ダブルスAA準優勝
- 2009 ZIMA CUP in大分 準優勝
- 2009 PHOENIX CUP in鹿児島 プレミア優勝
- 2009 九州プレミアムサーキット 総合ランキング2位
- 2010 PHOENIX CUP in熊本 プレミア優勝*2010 PHOENIX CUP 西九州大会 プレミア優勝、ダブルスMAX準優勝
- 2010 PHOENIX CUP in宮崎 プレミア準優勝、ダブルスA優勝
- 2010 MJ Tournament 10th Anniversary 優勝、ミックスダブルス優勝
- 2010 PHOENIX CUP in鹿児島 プレミア優勝
- 2010 SDF2010 5th.stage in SAPPORO 優勝、ダブルスAAフライト3位
- 2010 PHOENIX CUP in北九州 プレミア優勝
- 2010 PHOENIX SHIZUOKA TOURNAMENT 優勝
- 2010 九州プレミアムサーキット 総合ランキング1位
- 2011 MJ TOURNAMENT '11 NEW YEAR 準優勝
- 2011 PHOENIX CUP in 西九州 プレミア優勝
- 2011 第7回ADA台湾大会 01/クリケットメドレー優勝、01メドレー優勝、クリケットメドレー3位、国別対抗戦3位、ダブルス優勝、ガロン優勝、MVP
- 2011 PHOENIX CUP in 宮崎 プレミア優勝
- 2011 PHOENIX CUP in 鹿児島 プレミア準優勝
- 2011 PHOENIX CUP in 大分 プレミア優勝、ダブルスAA準優勝
- 2011 burn.レディース予選01セッション優勝
- 2011 burn.レディース優勝
- 2011 burn.レディースインターナショナル（香港）優勝
- 2011 IDFダーツワールドカップ プロクリケットメドレー3位、団体戦準優勝
- 2011 延岡市長杯 プレミア準優勝
- 2011 九州プレミアムサーキット 総合ランキング2位
- 2012 PHOENIX CUP in 久留米 プレミア3位
- 2012 PHOENIX CUP in 鹿児島 プレミア準優勝
- 2012 第8回ADA香港大会 01/クリケットメドレー優勝（2連覇）、01メドレー優勝（2連覇）、クリケットメドレー優勝、国別対抗戦3位、ダブルス優勝（2連覇）、トリオス優勝、MVP
- 2012 MJ TOURNAMENT 2012 SPRING 3位
- 2012 PHOENIX CUP in 宮崎 プレミア準優勝
- 2012 burn.レディース優勝（2連覇）
- 2012 TDC TOHOKU DARTS CIRCUIT 2012 3rd.Stage 優勝
- 2012 第1回UNITED CUP 優勝、トリオス優勝
- 2012 TRiNiDAD大戦争 プレミア3位、カウントアップ優勝、ハーフイット優勝、ミックスダブルス優勝
- 2012 選抜対抗戦 砦女子 団体戦準優勝（九州代表）

（特に明記しない限り、戦績はレディースシングルスのものとする）